# Peter Vagenas
 Panayiotis Alexiou “Peter” Vagenas (født 6. februar 1978 i Pasadena, Californien, USA) er en amerikansk tidligere fodboldspiller (midtbane).
Vagenas tilbragte hele sin karriere i den hjemlige Major League Soccer-liga, hvor han repræsenterede henholdsvis LA Galaxy, Seattle Sounders, Vancouver Whitecaps og Chivas. Længst tid (9 år) tilbragte han hos Galaxy, og han var blandt andet med til at vinde to amerikanske mesterskaber og to CONCACAF Champions League med klubben. Inden sin professionelle karriere havde han spillet college-fodbold for UCLA.
Vagenas spillede desuden tre kampe for det amerikanske landshold, venskabskampe mod henholdsvis Mexico, Canada og Jamaica. Derudover spillede han for amerikanernes OL-landshold ved OL 2000 i Sydney, hvor USA sluttede på fjerdepladsen.

## Titler
Major League Soccer
- 2002 og 2005 med LA Galaxy

U.S Open Cup
- 2001 og 2005 med LA Galaxy

CONCACAF Champions League
- 2000 med LA Galaxy